# Джеймс Гарнер
Джеймс Гарнер (англ. James Garner; 7 квітня 1928 — 19 липня 2014) — американський актор.

## Вибрана фільмографія
| Рік  |    | Українська назва          | Оригінальна назва           | Роль                    |
| ---- | -- | ------------------------- | --------------------------- | ----------------------- |
| 1961 | ф  | Дитяча година             | The Children's Hour         | доктор Джо Кардін       |
| 1963 | ф  | Велика втеча              | The Great Escape            | лейтенант Роберт Гендлі |
| 1963 | ф  | Посунься, кохана          | Move Over, Darling          | Нік Арден               |
| 1982 | ф  | Віктор Вікторія           | Victor Victoria             | Кінг Маршан             |
| 1988 | ф  | Захід                     | Sunset                      | Вайетт Ерп              |
| 1989 | тф | Мене звати Білл В.        | My Name Is Bill W.          | доктор Роберт Сміт      |
| 1992 | ф  | Високоповажний джентльмен | The Distinguished Gentleman | Джефф Джонсон           |
| 1993 | ф  | Вогонь у небі             | Fire in the Sky             | лейтенант Франк Воттерс |
| 1994 | ф  | Меверік                   | Maverick                    | маршал Зейн Купер       |
| 2004 | ф  | Щоденник пам'яті          | The Notebook                | старий Ной              |
| 2007 | мф | Досягти Терри             | Battle for Terra            | Дорон (озвучення)       |